# Мокану, Диана
Диа́на Юлиа́на Мока́ну (рум. Diana Iuliana Mocanu; род. 19 июля 1984, Брэила) — румынская пловчиха, двукратная чемпионка Олимпийских игр 2000 года, чемпионка и серебряная призёрка чемпионата мира 2001 года.

## Спортивная биография
На Олимпийских играх 16-летняя Мокану дебютировала в 2000 году в Сиднее. Первым стартом стала эстафета 4×100 метров вольным стилем. Сборная Румынии с Мокану в составе заняла лишь 12-е место. Спустя два дня приняла участие в предварительных заплывах в плавании на спине на 100 метров. В финал спортсменка вышла с первым результатом. На следующий день прошёл финал, где Мокану, установив олимпийский рекорд, завоевала свою первую золотую медаль Олимпийских игр. 22 сентября румынская спортсменка приняла участие в соревнованиях на 200-метровке в плавании на спине. В финале Мокану опередила своих соперниц более чем на 2 секунды и стала двукратной чемпионкой Игр. Также румынка приняла участие в соревнованиях на дистанциях 200 метров комплексным плаванием и 100 метров баттерфляем, но не смогла добиться высоких результатов.
Спустя год молодой румынке удалось взойти на пьедестал почёта мирового первенства. На чемпионате мира, проходившего в японской Фукуоке, Мокану стала двукратным призёром в плавании на спине. На 100-метровке была добыта серебряная медаль, а на дистанции 200 метров Мокану завоевала золото чемпионата.
Неудачные результаты, показанные Мокану в 2004 году, поставили под сомнение целесообразность участия спортсменки в Олимпийских играх в Афинах. В итоге спортсменка решила отказаться от участия в Олимпийских играх.
В 2005 году 21-летняя спортсменка из-за многочисленных травм приняла решение завершить карьеру.